# Того на летних юношеских Олимпийских играх 2014
Того на летних юношеских Олимпийских играх 2014, проходивших в китайском Нанкине с 16 по 28 августа, было представлено тремя спортсменами в трёх видах спорта.

## Состав и результаты

### Академическая гребля
Того тройственной комиссией было предоставлено одно место для участия. 

Сокращения: FA — финал А (медальный), FB — финал B (без медалей), FC — финал С (без медалей), FD — финал D (без медалей), SA/B — полуфинал A/B, SC/D — полуфинал C/D, R — утешительная гонка.
| Спортсмен       | Дисциплина | Отборочная гонка | Отборочная гонка | Утешительная гонка | Утешительная гонка | Полуфинал | Полуфинал | Финал   | Финал |
| Спортсмен       | Дисциплина | Время            | Место            | Время              | Место              | Время     | Место     | Время   | Место |
| --------------- | ---------- | ---------------- | ---------------- | ------------------ | ------------------ | --------- | --------- | ------- | ----- |
| Акоссива Айивон | Одиночки   | 4:32,16          | 5 R              | 4:38.85            | 5 SC/D             | 4:38,99   | 6 FD      | 4:39,45 | 23    |

### Настольный теннис
Того тройственной комиссией было предоставлено одно место для участия.

Сокращения: Q — основной раунд (медальный); qB — утешительный раунд (без медалей).

#### Юноши
| Спортсмен       | Дисциплина       | Групповой этап                  | Место | 1/8 финала         | Четвертьфинал        | Полуфинал            | Финал/Матч за 3-е место | Место |
| Спортсмен       | Дисциплина       | Соперник Очки                   | Место | Соперник Очки      | Соперник Очки        | Соперник Очки        | Соперник Очки           | Место |
| --------------- | ---------------- | ------------------------------- | ----- | ------------------ | -------------------- | -------------------- | ----------------------- | ----- |
| Соудес Алассани | Одиночный разряд | Танвириявечакул Таиланд П 0 — 3 | 4 qB  | Ядав Индия П 0 — 3 | Завершил выступление | Завершил выступление | Завершил выступление    | 25    |
| Соудес Алассани | Одиночный разряд | Инь Сингапур П 0 — 3            | 4 qB  | Ядав Индия П 0 — 3 | Завершил выступление | Завершил выступление | Завершил выступление    | 25    |
| Соудес Алассани | Одиночный разряд | Янг Тайвань П 0 — 3             | 4 qB  | Ядав Индия П 0 — 3 | Завершил выступление | Завершил выступление | Завершил выступление    | 25    |

#### Смешанная команда
| Спортсмен                                              | Дисциплина        | Групповой этап                                               | Место | 1/8 финала                                    | Четвертьфинал         | Полуфинал      | Финал/Матч за 3-е место | Rank |
| Спортсмен                                              | Дисциплина        | Соперник Очки                                                | Место | Соперник Очки                                 | Соперник Очки         | Соперник Очки  | Соперник Очки           | Rank |
| ------------------------------------------------------ | ----------------- | ------------------------------------------------------------ | ----- | --------------------------------------------- | --------------------- | -------------- | ----------------------- | ---- |
| Африка 3 Фатума Али Салах Джибути Соудес Алассани Того | Смешанная команда | Межконтинентальный 1 Луо Канада Афанадор Пуэрто-Рико П 0 — 3 | 4 qB  | Австрия Каролин Мищек Андреас Левенко П 0 — 3 | Завершили выступление | Не участвовали | Не участвовали          | 25   |
| Африка 3 Фатума Али Салах Джибути Соудес Алассани Того | Смешанная команда | Индия Сутирта Мухерджи Абишек Ядав П 0 — 3                   | 4 qB  | Австрия Каролин Мищек Андреас Левенко П 0 — 3 | Завершили выступление | Не участвовали | Не участвовали          | 25   |
| Африка 3 Фатума Али Салах Джибути Соудес Алассани Того | Смешанная команда | Япония Миу Като Юто Мурамутсу П 0 — 3                        | 4 qB  | Австрия Каролин Мищек Андреас Левенко П 0 — 3 | Завершили выступление | Не участвовали | Не участвовали          | 25   |

### Фехтование
Того тройственной комиссией было предоставлено одно место для участия.

#### Девушки
| Спортсмен    | Дисциплина | Подгруппа | Посев | 1/8 финала            | Четвертьфинал         | Полуфинал             | Финал/Матч за 3-е место | Место |
| Спортсмен    | Дисциплина | Соперник Очки | Посев | Соперник Очки         | Соперник Очки         | Соперник Очки         | Соперник Очки           | Место |
| ------------ | ---------- | --- | ----- | --------------------- | --------------------- | --------------------- | ----------------------- | ----- |
| Абла Коутогл | Сабля      | Имура Япония П 1 — 5 Кисс Сенегал В 5 — 4 Гкоинтура Греция П 2 — 5 Косе Турция П 0 — 5 Мосейко Россия П 2 — 5 Матушак Польша П 0 — 5 | 12    | Имура Япония П 7 — 15 | Завершила выступление | Завершила выступление | Завершила выступление   | 12    |